# Hendrik Willem Sebbelee

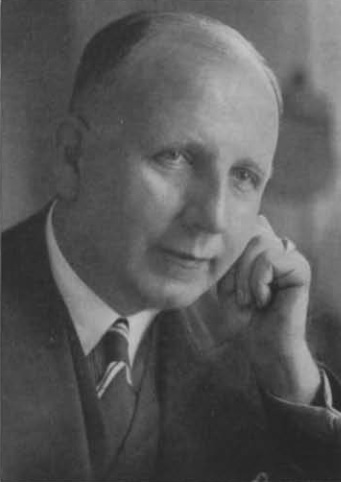
Hendrik Willem Sebbelee

Hendrik Willem Sebbelee, (Amsterdam, 12 december 1882  – Sankt Moritz, 6 januari 1939) was een civiel-ingenieur en directeur van de Gelderse Tramwegen.

## Leven en werk
Sebbelee werd in 1882 in Amsterdam geboren als zoon van de houthandelaar Hendrik Willem Sebbelee (1841-1918) en Anna van Steeden (1854-1934). Hij was gehuwd met Geertruida Sophia van Duijn (1893-1976).
Sebbelee studeerde tot 1909 aan de Technische Hogeschool in Delft voor civiel-ingenieur. Van 1909 tot 1910 was hij ingenieur bij de rijkscommissie voor graadmeting en waterpassing. Tot 1915 was hij werkzaam bij de Staatsspoorwegen te Breda, waar hij werkzaam was als adjunct-inspecteur. Op 15 maart 1915 werd hij na het overlijden van G.J. Hupkes directeur van de Geldersche Stoomtramweg Maatschappij (GSM) in Doetinchem. Op 7 december 1917 werd Sebbelee ook benoemd tot directeur van de Geldersch Westfaalsche Stoomtramweg Maatschappij (GWSM). Volgens Kisman ontstond onder de leiding van Sebbelee "een bedrijf, dat een omvangrijk buslijnennet exploiteerde met gunstige resultaten". De Geldersche Stoomtramweg Maatschappij, die in 1928 overging in de Gelderse Tramweg Maatschappij keerde, aldus Kisman, ieder jaar dividend uit. Sebbelee werd in de jaren dertig van de 20e eeuw ook directeur van respectievelijk de Geldersche-Overijselsche Tramweg Maatschappij, de Betuwsche Tramweg Maatschappij en de Tramweg Maatschappij Zutphen-Emmerik. De zelfstandige maatschappijen werkten vanaf dat moment samen onder één directie als de "Geldersche Tramwegen".
Sebbelee was daarnaast actief in het verenigingsleven. Hij was voorzitter van de Kamer van Koophandel en Fabrieken te Arnhem, bestuurslid van de ANWB, lid van het hoofdbestuur van de Geldersche VVV, lid van de Spoorwegraad en voorzitter van de Ambachtsschool te Doetinchem. In 1926 werd Sebbelee benoemd tot ridder in de Orde van Oranje-Nassau en in 1931 bevorderd tot officier in die orde.
Sebbelee overleed op 6 januari 1939 tijdens een vakantie in Sankt Moritz. Hij werd begraven in Doetinchem.
De Sebbeleestraat in Doetinchem werd naar hem vernoemd.